# 7-й авиационный корпус дальнего действия
7-й авиационный Брянский корпус дальнего действия (7-й ак дд) — соединение дальней авиации Военно-Воздушных сил (ВВС) РККА СССР, принимавшее участие в боевых действиях Великой Отечественной войны.

## Наименования корпуса
- 7-й авиационный корпус дальнего действия;
- 7-й авиационный Брянский корпус дальнего действия;
- 3-й гвардейский бомбардировочный авиационный корпус

## Создание корпуса
7-й авиационный корпус дальнего действия сформирован 25 мая 1943 года во исполнение Постановления Государственного Комитета Обороны № ГКО-3275сс от 30 апреля 1943 года.
Корпус сформирован на базе 1-й авиационной дивизии дальнего действия на аэродромах Чкаловский, затем в Монино.

1. Сократить авиадивизии 90-самолётного состава, имеющиеся в авиации ДД, до 60-самолётного состава и сформировать из них авиационные корпуса ДД, по 2 авиадивизии в каждом корпусе… 4. Сформировать к 1 июня 1943 года: …7 Авиакорпус ДД на самолётах Ли-2. 6. Назначить:
Командиром 7 Авиакорпуса ДД — генерал-майора авиации тов. Нестерцева…— Постановление ГКО №  ГКО-3275сс от 30 апреля 1943 года.

## Преобразование корпуса
7-й Брянский авиационный корпус дальнего действия 23 декабря 1944 года преобразован в 3-й гвардейский Сталинградский бомбардировочный авиационный корпус

## В действующей армии
В составе действующей армии:
- с 25 мая 1943 года по 23 декабря 1944 года[3], всего 579 дней.

## Командир корпуса
- генерал-майор авиации Нестерцев Виктор Ефимович[4]. Период нахождения в должности: с 25 мая 1943 года по 13 марта 1944 года.
- генерал-лейтенант авиации Нестерцев Виктор Ефимович[4]. Период нахождения в должности: с 13 марта 1944 года по 23 декабря 1944 года.

## В составе объединений
| Объединение               | Период                  |
| ------------------------- | ----------------------- |
| авиация дальнего действия | 25.05.1943 — 23.12.1944 |

## Соединения, части и отдельные подразделения корпуса

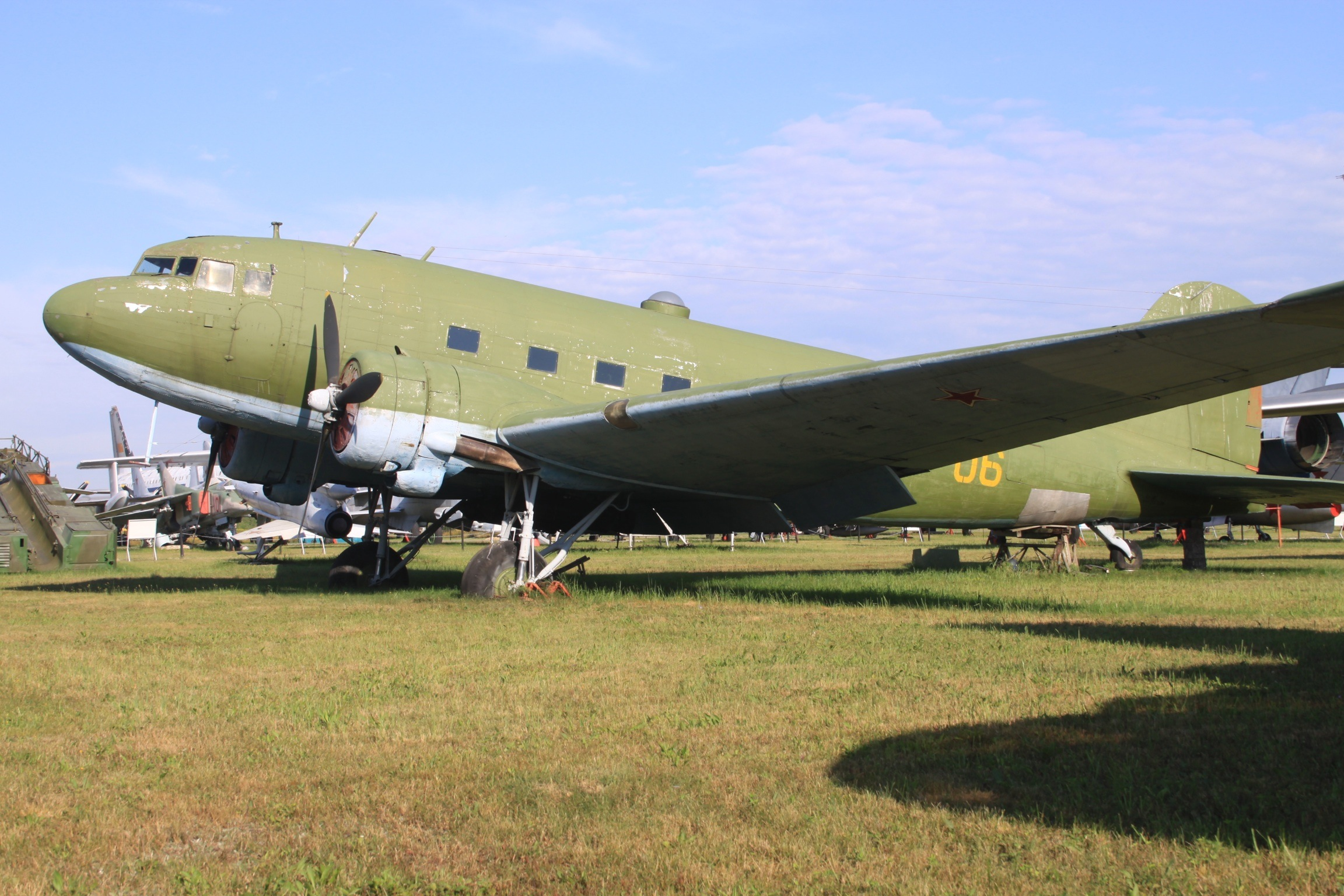
Самолёт корпуса Ли-2ДБ

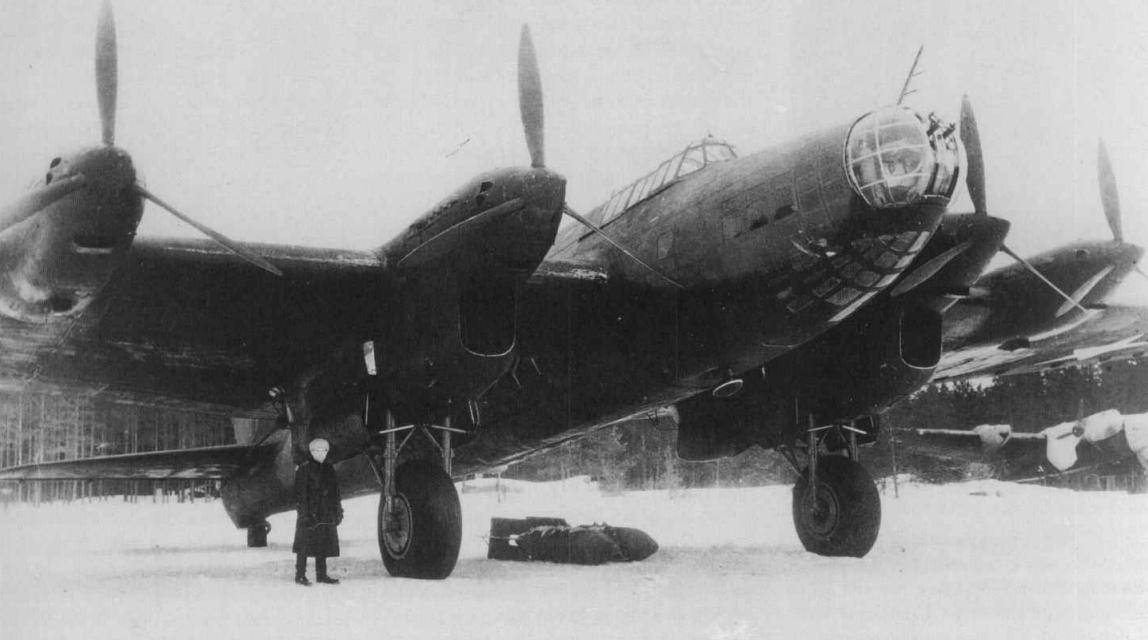
Самолёт корпуса Пе-8 (ТБ-7, АНТ-42)

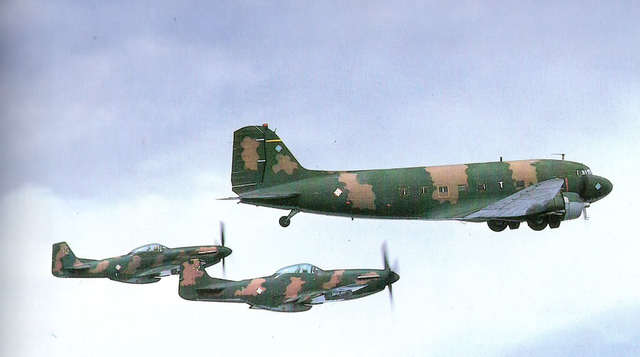
Самолёт корпуса Си-47 (Ли-2)

- 1-я авиационная дивизия дальнего действия:
  - 101-й авиационный полк дальнего действия (переименован 05.11.1944 г. в 31-й гвардейский авиационный полк дальнего действия) (Ли-2);
  - 102-й авиационный полк дальнего действия (переименован 05.11.1944 г. в 32-й гвардейский авиационный полк дальнего действия) (Ли-2);
  - 334-й авиационный полк дальнего действия (Ли-2);
- 12-я авиационная дивизия дальнего действия:
  - 12-й гвардейский авиационный полк дальнего действия (Ли-2);
  - 338-й авиационный полк дальнего действия (Ли-2);
  - 110-й авиационный полк дальнего действия (переименован 05.11.1944 г. в 33-й гвардейский авиационный полк дальнего действия) (Ли-2);
- 45-я авиационная дивизия дальнего действия (с 1 июня 1944 года по 1 июля 1944 года):
  - 25-й гвардейский авиационный полк дальнего действия;
  - 890-й авиационный полк дальнего действия (Пе-8).

## Боевой путь
Корпус базировался на подмосковных аэродромах Чкаловский и Монино.
В апреле — мае 1943 года корпус поддерживал наступления войск Западного, Центрального, Брянского фронтов (в районах Брянск, Орёл, Жуковка), с августа 1943 года — Волховского и Ленинградского фронтов (в районах Мга, Синявино).
В августе 1943 года части корпуса использовались для выброски воздушных десантов в тыл противника в районе г. Канев.
В декабре 1943 года корпус был перебазирован на передовые аэродромы г. Левашово, Пушкин под Ленинградом и выполнял боевые задачи в интересах Ленинградского фронта, нанося бомбовые удары по укрепленным районам, портам и промышленным центрам — Турку, Хельсинки, Таллин, Псков и Нарва.
Летом и осенью 1944 года корпус поддерживал боевые действия войск 1-го Белорусского, 2-го Белорусского и 3-го Белорусского фронтов, 1-го Прибалтийского и 2-го Прибалтийского фронтов.

## Участие в операциях и битвах
- Орловская операция «Кутузов» — с 12 июля 1943 года по 18 августа 1943 года.
- Духовщинско-Демидовская операция — с 13 августа 1943 года по 2 октября 1943 года.
- Брянская операция — с 17 августа 1943 года по 3 октября 1943 года.
- Красносельско-Ропшинская операция — с 14 января 1944 года по 30 января 1944 года.
- Ленинградско-Новгородская операция — с 14 января 1944 года по 1 марта 1944 года.
- Воздушная операция против Финляндии — с 6 февраля 1944 года по 27 февраля 1944 года.
- Белорусская операция «Багратион» — с 23 июня 1944 года по 29 августа 1944 года.
- Минская операция — с 29 июня 1944 года по 4 июля 1944 года.
- Полоцкая операция — с 29 июня 1944 года по 4 июля 1944 года.
- Вильнюсская операция — с 5 июля 1944 года по 20 июля 1944 года.
- Рижская операция — с 14 сентября 1944 года по 22 октября 1944 года.
- Таллинская операция — с 17 сентября 1944 года по 26 сентября 1944 года.
- Мемельская операция — с 5 октября 1944 года по 22 октября 1944 года.

## Гвардейские соединения и части
- 101-й авиационный Красносельский Краснознамённый полк дальнего действия переименован в 31-й гвардейский авиационный Красносельский Краснознаменный полк дальнего действия[5].
- 102-й авиационный Керченский Краснознамённый полк дальнего действия переименован в 32-й гвардейский авиационный Керченский Краснознаменный полк дальнего действия[5].
- 103-й авиационный полк дальнего действия переименован в 12-й гвардейский авиационный полк дальнего действия[5].
- 110-й Минский авиационный полк дальнего действия переименован в 33-й гвардейский авиационный Минский полк дальнего действия[5].

## Почётные наименования
- 7-му авиационному корпусу дальнего действия присвоено почётное наименование «Брянский»[6].
- 1-й авиационной дивизии дальнего действия за отличия в боях в Сталинградской битве присвоено почётное наименование «Сталинградская»[6].
- 12-й авиационной дивизии дальнего действия присвоено почётное наименование «Мгинская»[6].
- 12-му гвардейскому авиационному полку дальнего действия присвоено почётное наименование «Гатчинский»[6].
- 101-му авиационному полку дальнего действия присвоено почётное наименование «Красносельский»[6].
- 102-му авиационному Краснознаменному полку дальнего действия присвоено почётное наименование «Керченский»[6].
- 110-му авиационному полку дальнего действия присвоено почётное наименование «Минский»[7].
- 338-му авиационному полку дальнего действия присвоено почётное наименование «Рижский»[8].

## Награды
- 12-я авиационная Мгинская дивизия дальнего действия Указом Президиума Верховного Совета СССР от 5 ноября 1944 года награждена орденом Боевого Красного Знамени.
- 101-й авиационный Красносельский полк дальнего действия Указом Президиума Верховного Совета СССР от 30 августа 1944 года награждён орденом Боевого Красного Знамени.
- 102-й авиационный полк дальнего действия за боевые отличия Указом Президиума Верховного Совета СССР от 18 сентября 1943 года награждён орденом Боевого Красного Знамени.

## Благодарности Верховного Главного Командования
- За прорыв обороны немцев на бобруйском направлении, юго-западнее города Жлобин и севернее города Рогачев[9].
- За отличие в боях при овладении столицей Советской Белоруссии городом Минск — важнейшим стратегическим узлом обороны немцев на западном направлении[10].
- За отличие в боях при овладении столицей Советской Латвии городом Рига — важной военно-морской базой и мощным узлом обороны немцев в Прибалтике[11].